# Mark Cox
Mark Cox (Leicester, 5 luglio 1943) è un ex tennista britannico.

## Carriera
È stato per diversi anni il miglior tennista inglese ed in carriera ha vinto otto titoli in singolare e tre nel doppio.
Durante il British Hard Court Championships 1968, il primo torneo aperto sia ad amatori che a professionisti, è riuscito ad ottenere la prima vittoria nella storia per un dilettante su un professionista sconfiggendo Pancho Gonzales in cinque set.
Nei tornei dello Slam ha raggiunto la semifinale durante il Torneo di Wimbledon 1977 insieme a Cliff Drysdale mentre in singolare ha raggiunto i quarti di finale sia in Australia che agli US Open.
In Coppa Davis ha giocato trentacinque match con la squadra inglese vincendone ventitré.

## Statistiche

### Singolare

#### Vittorie (8)
| Numero | Anno | Torneo                                     | Superficie  | Avversario in finale | Punteggio               |
| 1.     | 1972 | ATP Cleveland, Cleveland                   | Cemento     | Ray Ruffels          | 6–3, 4–6, 4–6, 6–3, 6–4 |
| 2.     | 1973 | Denver Open, Denver                        | Sintetico   | Arthur Ashe          | 6–1, 6–1                |
| 3.     | 1973 | South of England Championships, Eastbourne | Erba        | Patrice Dominguez    | 6–2, 2–6, 6–3           |
| 4.     | 1975 | Rothmans International London, Londra      | Sintetico   | Brian Fairlie        | 6–1, 7–5                |
| 5.     | 1975 | Washington Indoor, Washington              | Sintetico   | Dick Stockton        | 6–2, 7–6                |
| 6.     | 1975 | Atlanta Open, Atlanta                      | Sintetico   | John Alexander       | 6–3, 7–6                |
| 7.     | 1976 | Stockholm Open, Stoccolma                  | Cemento (i) | Manuel Orantes       | 4–6, 7–5, 7–6           |
| 8.     | 1977 | Scandanavian Championships, Helsinki       | Sintetico   | Kjell Johansson      | 6–3, 6–3                |

### Doppio

#### Vittorie (3)
| Numero | Data | Torneo                      | Superficie | Compagno        | Avversari in finale             | Punteggio     |
| 1.     | 1973 | Cologne Grand Prix, Colonia | Sintetico  | Graham Stilwell | Tom Okker Marty Riessen         | 7–6, 6–3      |
| 2.     | 1973 | Dewar Cup, Londra           | Sintetico  | Owen Davidson   | Gerald Battrick Graham Stilwell | 6–4, 8–6      |
| 3.     | 1977 | Swiss Indoors, Basilea      | Sintetico  | Buster Mottram  | John Feaver John James          | 7–5, 6–4, 6–3 |